# ناحیه بئر مقدم
ناحیه بئر مقدم (به عربی: دائرة بئر مقدم) یک ناحیه در الجزایر است که در استان تبسه واقع شده‌است.